# Białoruski Blok Niepodległościowy
Białoruski Blok Niepodległościowy - koalicja opozycyjnych prawicowych ugrupowań białoruskich utworzona na okres wyborów prezydenckich 2010 roku. W skład koalicji weszły m.in. Białoruski Front Ludowy, ruch Za Wolność, Młody Front, czy Prawy Alians. Po rezygnacji Aleksandra Milinkiewicza („Za Wolność”) z kandydowania w wyborach prezydenckich blok nie potrafił wyłonić wspólnego kandydata, i w wyborach 2010 kandydowało dwóch przedstawicieli partii, należących do bloku: Ryhor Kastusiou (Białoruski Front Ludowy) oraz Wital Rymaszeuski (Białoruska Chrześcijańska Demokracja).